# Alastair Gordon (Leichtathlet)
Alastair Kinnaird „Scotchy“ Gordon (* 30. Oktober 1928; † 24. April 2007) war ein australischer Sprinter.
Bei den British Empire Games 1950 in Auckland wurde er über 100 Yards und 220 Yards jeweils Vierter und siegte mit der australischen 4-mal-110-Yards-Stafette.
Am 9. Februar 1952 stellte er in Melbourne mit 10,5 s seine persönliche Bestzeit über 100 m auf.